# Sergio Aguilar
Pour les articles homonymes, voir Aguilar.
Sergio Aguilar, né le 24 juillet 1980 à Madrid (Espagne), est un matador espagnol.

## Présentation
Le 22 août 2010, Sergio Aguilar a été gravement blessé à Bilbao par un taureau dont la corne a perforé sa mâchoire et pénétré jusqu'au palais. Cette blessure ressemble à celle d'un autre torero castillan, Julio Aparicio, qui a échappé de peu à la mort. Il avait été encorné de façon spectaculaire et semblable fin mai.

### Carrière
- Débuts en novillada avec picadors : San Cristóbal ( Venezuela), le 27 janvier 1999, novillos de Rancho Grande
- Alternative : Madrid le 4 juin 2003. Parrain, Joselito ; Témoin, Víctor Puerto. Toros de la ganadería de Partido de la Resina